# Tiburon Challenger 2013
Il Tiburon Challenger 2013 è stato un torneo di tennis facente parte della categoria ATP Challenger Tour nell'ambito dell'ATP Challenger Tour 2013. È stata la 7ª edizione del torneo che si è giocato a Tiburon negli Stati Uniti dal 7 al 13 ottobre 2013 su campi in cemento e aveva un montepremi di €100,000.

## Partecipanti singolare

### Teste di serie
| Nazionalità | Giocatore      | Ranking* | Testa di serie |
| ----------- | -------------- | -------- | -------------- |
| Stati Uniti | Denis Kudla    | 95       | 1              |
| Stati Uniti | Tim Smyczek    | 100      | 2              |
| Australia   | Matthew Ebden  | 114      | 3              |
| Stati Uniti | Alex Kuznetsov | 120      | 4              |
| Stati Uniti | Rajeev Ram     | 123      | 5              |
| Stati Uniti | Rhyne Williams | 124      | 6              |
| Stati Uniti | Donald Young   | 125      | 7              |
| Stati Uniti | Bradley Klahn  | 133      | 8              |

- Ranking al 30 settembre 2013.

### Altri partecipanti
Giocatori che hanno ricevuto una wild card:
- Mitchell Frank
- Marcos Giron
- Campbell Johnson
- Daniel Nguyen

Giocatori che sono passati dalle qualificazioni:
- Giovanni Lapentti
- Philip Bester
- Julio Peralta
- Greg Ouellette
- Marin Bradaric (lucky loser)
- Marcelo Arévalo (lucky loser)

Giocatori che hanno ricevuto un entry come special exempt:
- Jarmere Jenkins

## Vincitori

### Singolare
Peter Polansky ha battuto in finale  Matthew Ebden con il punteggio di 7–5, 6–3.

### Doppio
Austin Krajicek /  Rhyne Williams hanno battuto in finale  Bradley Klahn /  Rajeev Ram con il punteggio di 6–4, 6–1.